# Kim Hyung-chil
Kim Hyung-chil (Hangul: 김형칠, Hanja: 金亨七) (1 de Julho de 1959 - Doha, 7 de Dezembro de 2006) foi um cavaleiro sul-coreano. Ganhou a medalha de prata no evento de equipas de três dias nos Jogos Asiáticos de 2002 em Busan, e era o membro mais velho da equipa equestre sul-coreana. Morreu a 7 de Dezembro de 2006 quando caiu do seu cavalo durante a competição equestre dos Jogos Asiáticos de 2006. Segundo o porta voz do comité de organização dos Jogos Asiáticos Ahmed Abdulla Al Khulaifi, o incidente ocorreu no salto Nº8 durante a etapa de corta-mato do evento de três dias.